# Viaduc de la Fontaine des Eaux (Dinan)
Le viaduc de la Fontaine des Eaux est un ouvrage d'art métallique assurant la traversée de la vallée de l'Argentel par la ligne de chemin de fer de Lamballe à Lison. Le site se nomme « vallée de la Fontaine des Eaux » en référence à une ancienne fontaine d'eau minérale qui en occupait le fond. Le ruisseau sépare les communes de Taden et de Dinan. 
Le viaduc domine le fond de la vallée de 35,90 mètres. Ouvert en décembre 1879, le viaduc a été construit par l'entreprise Jolly et Fontenoy d'Argenteuil,. L'ouvrage est constitué d'un tablier métallique de trois travées de longueur respective 50, 62 et 50 mètres. Cette construction, reliant les deux versants de la vallée de la Fontaine des Eaux, mesure 169,50 mètres de longueur. Elle repose sur des piles culées et deux piles intermédiaires maçonnées construites en granite (appareil de type opus incertum).
Ce viaduc est de type « pont à poutres en croisillons », les rails sont posés sur la partie inférieure du viaduc avec contreventement au-dessus de la voie.

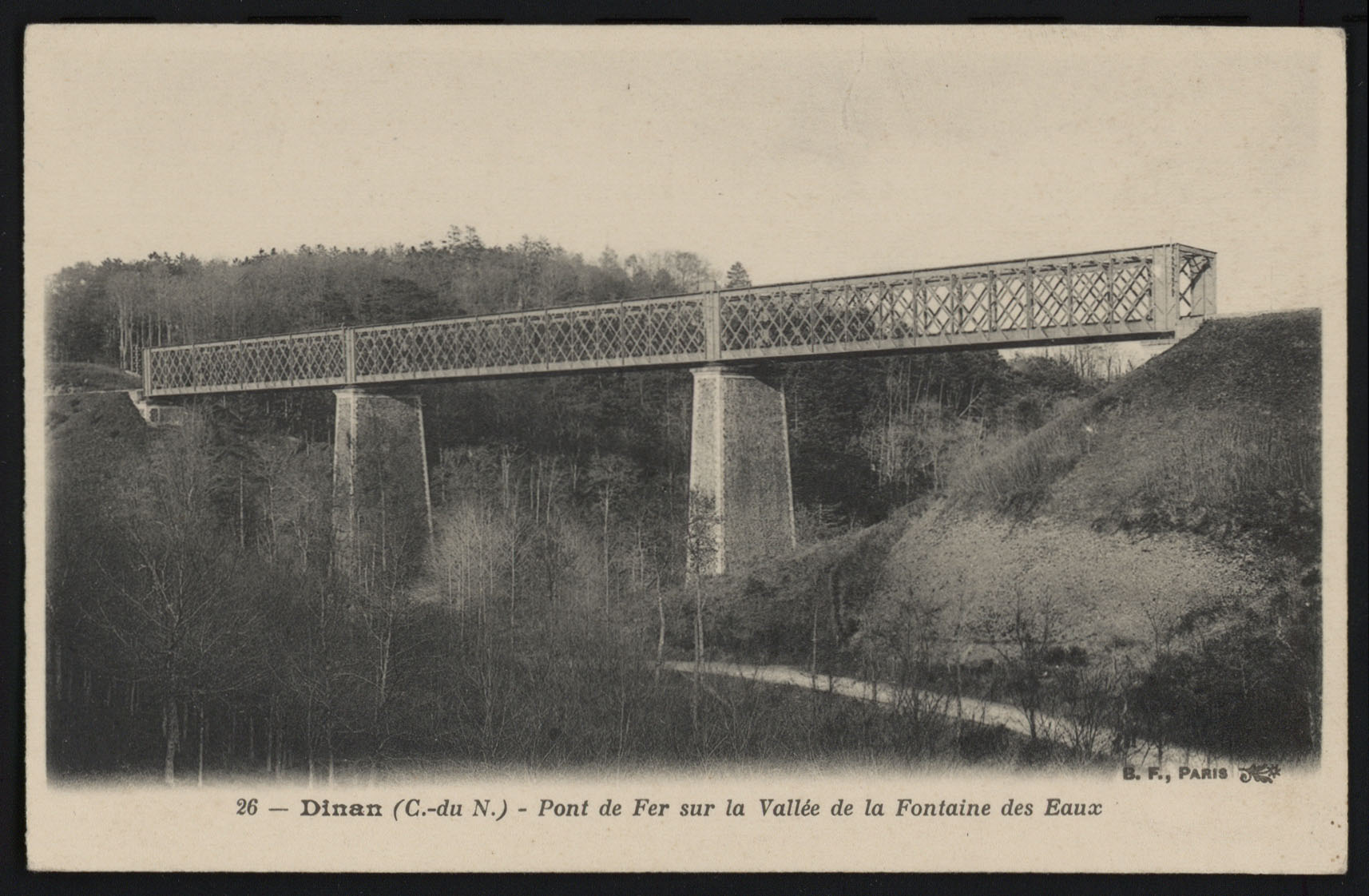
Viaduc de la Fontaine des Eaux (Dinan-Taden)
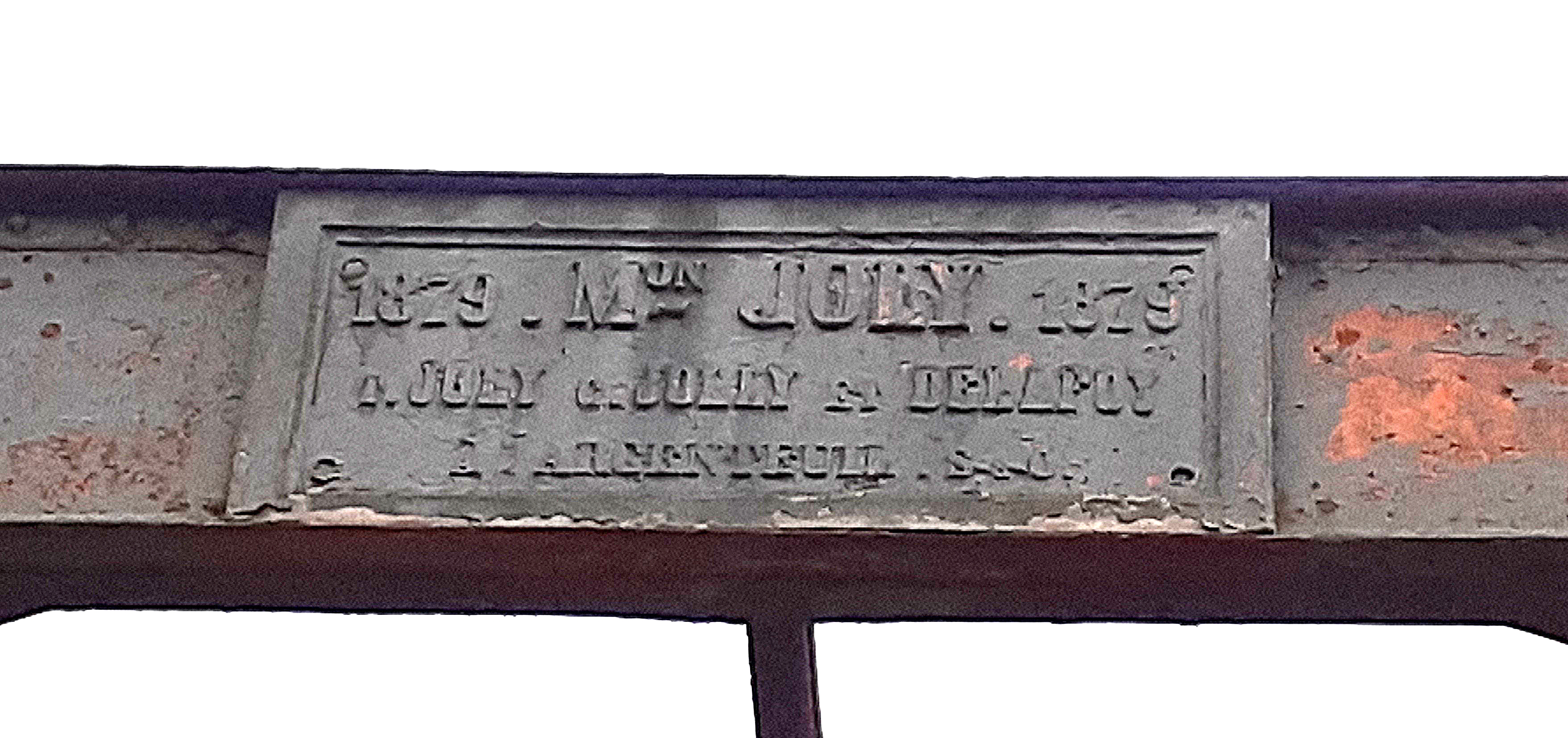
Plaque constructeur sur le viaduc de la Fontaine des Eaux

Le viaduc de la Fontaine des Eaux comportait deux voies de chemin de fer, l'une reliant Lamballe à Lison ouverte en 1879, la deuxième ouverte en 1887 assurant la liaison entre Dinan et Dinard. Cette dernière est déclassée le 27 juillet 1969, la voie reliant Dinan à la Hisse étant déposée en 1968. La voie de chemin de fer reliant Dinan à Dinard a été reconvertie en voie verte pour piétons et vélos de Saint-Samson sur Rance à Dinard. En 2024, le viaduc ne contient plus que la ligne Dol-Dinan.
Le viaduc a fait l'objet d'un opération de maintenance en 2020. Considéré comme étant en bon état, il peut dorénavant laisser transiter des trains roulant à une vitesse de 100 km/h.